# 1931 în științifico-fantastic
- 1930 în științifico-fantastic — 1931 în științifico-fantastic — 1932 în științifico-fantastic

1931 în științifico-fantastic a implicat o serie de evenimente:

## Nașteri și decese

### Nașteri
- Otto Bonhoff (d. 2001)
- Mark Brandis (Pseudonimul lui Nikolai von Michalewsky) (d. 2000)
- Robert Brenner
- Algis Budrys (d. 2008)
- Edwin Corley (d. 1981)
- Franz Josef Degenhardt (d. 2011)
- Anders Ehnmark
- Michael Elder (d. 2004)
- Alexis A. Gilliland
- Joseph Green
- Ion Hobana (d. 2011)
- Dean Ing
- Sakyō Komatsu (d. 2011)
- Larry Maddock (d. 2009)
- Joseph P. Martino
- Julian May (d. 2017)
- Dean Benjamin McLaughlin, Jr.
- Donald Moffitt (d. 2014)
- Ray Nelson
- John Norman
- Heiner Rank (d. 2014)
- Jack Sharkey (d. 1992)
- William Shatner
- Lothar Weise (d. 1966)
- Colin Wilson (d. 2013)
- Jack Wodhams
- Gene Wolfe (d. 2019)

### Decese
- Junior Caelestes (Pseudonimul lui Elisabeth von Otto; n. 1862)
- Reinhold Eichacker (n. 1886)
- Leopold Engel (n. 1858)
- Hugo Riekes (n. 1873)
- Oskar A. H. Schmitz (n. 1873)
- Leonhard Schrickel (n. 1876)
- Bartholomäus Widmayer (n. 1873)
- A. T. Wright (n. 1883)

## Cărți

### Romane
- Baletul mecanic de Cezar Petrescu, Editura Cartea Românească

## Filme
| Titlu                   | Regizor          | Distribuție                                                     | Țara                       | Sub-Gen /Note |
| ----------------------- | ---------------- | --------------------------------------------------------------- | -------------------------- | ------------- |
| Dr. Jekyll and Mr. Hyde | Rouben Mamoulian | Fredric March, Miriam Hopkins, Rose Hobart, Holmes Herbert      | Statele Unite ale Americii |               |
| End of the World        | Abel Gance       | Colette Darfeuil, Abel Gance, Jeanne Brindau                    | Franța                     |               |
| Frankenstein            | James Whale      | Colin Clive, Boris Karloff, Mae Clarke, John Boles, Dwight Frye | Statele Unite ale Americii |               |
|                         |                  |                                                                 |                            |               |